# Matt Halliday
Matthew „Matt” Halliday (ur. 14 lipca 1978 roku w Auckland) – nowozelandzki kierowca wyścigowy.

## Kariera
Halliday rozpoczął karierę w międzynarodowych wyścigach samochodowych w 1998 roku od startów w Nowozelandzkiej Formule Ford, gdzie jednak nie zdobywał punktów. W późniejszym okresie Nowozelandczyk pojawiał się także w stawce Australian Drivers' Championship, Formuły Holden Tasman Cup, Tasman Express Australian Drivers' Championship, Atlantic Championship, Indy Lights, Europejskiego Pucharu Formuły Renault V6, Porsche GT3 Cup Trans-Tasman, Australijskiego Pucharu Porsche Carrera, V8 Supercars, Battery Town Porsche GT3 Cup, Azjatyckiej Formuły Renault V6, attery Town Porsche GT3 Cup Challenge, A1 Grand Prix, Champ Car, Toyota Racing Series, Porsche Supercup, 24H Dubai, V8 SuperTourers New Zealand Championship, FIA GT1 World Championship, Pirtek Enduro Cup, Blancpain Endurance Series oraz Liqui Moly Bathurst 12 Hour.
W V8 Supercars Australijczyk startował w latach 2004-2013. W 2003 roku z dorobkiem 42 punktów został sklasyfikowany na 33 pozycji w końcowej klasyfikacji kierowców, co było jego najlepszym wynikiem w historii startów w tej serii.